# Stenotarsus scissistylus
Stenotarsus scissistylus é uma espécie de aranha pertencente à família Theraphosidae (tarântulas).